# Sông Tuul
Sông Tuul (Tiếng Mông Cổ: Туул гол, tuul nghĩa là "lội qua"; một số văn bản cũng viết là Tola) là một dòng sông thuộc miền trung và miền bắc Mông Cổ và cũng là dòng sông được người Mông Cổ tôn thờ. Sông có chiều dài 704 km và diện tích lưu vực lên tới 49.840 km². Dòng sông dược gọi là"Duluo"trong Tùy thư của Trung Quốc năm 636 CN. Mông Cổ bí sử (1240 CN) thường tả đến một"Khu rừng đen của sông Tuul"tại cung điện vủa Vương Hãn (Thành Cát Tư Hãn đã viếng thăm nơi đây thường xuyên và sau đó sở hữu cung điện). Tuul thường được đọc là Khatan Tuul hay Nữ hoàng Tuul, tương tự như sông Onon, được đọc là Onon Khatan Ijii hay Mẹ Nữ hoàng Onon.
Khởi nguồn từ khu bảo tồn thiên nhiên Khan-Khentein-Nuruu thuộc khu vực dãy núi Khentii, dòng nước chảy qua phần phía nam của thủ đô Ulaanbaatar. Dòng sông là phụ lưu của sông Orkhon, và tiếp tục chảy vào sông Selenge, và dòng sông này lại tiếp tục chảy đến Nga và đổ vào Hồ Baikal. Sông Tuul cũng chảy qua Công viên quốc gia Khustain Nuruu. Dòng sông có nhiều điểm đặc thù xuất hiện từ giữa tháng 11 đến giữa tháng 4 năm sau. Rừng liễu phát triển dọc theo sông Tuul, và dòng sông cũng là nơi cư trú loài cá tầm.
Hiện tại dòng sông đang đối mặt với nạn ô nhiễm, một trong những nguyên nhân là các chất thải của trung tâm thủ đô Ulaanbaatar, cũng như các mỏ khai khoáng và ô nhiễm đóng cặn do khai thác vàng tại khu vực Zaamar. Thêm vào đó, nước thải sinh hoạt của cư dân hai bên bờ sông cũng làm giảm chất lượng nguồn nước.